# Krisztina Czakó
Krisztina Czakó (ur. 17 grudnia 1978 w Budapeszcie) – węgierska łyżwiarka figurowa, srebrna medalistka mistrzostw Europy (1997), dwukrotna olimpijka.

## Życiorys

### Wczesne życie
Matka Czakó była łyżwiarką szybką, a jej ojciec i trener György Czakó trenował łyżwiarstwo figurowe, w którym zdobył tytuł mistrza Węgier. György zaczął uczyć córkę jazdy na łyżwach, zanim ta skończyła rok.

### Mistrzostwa
Czakó zdobyła srebrny medal na Mistrzostwach Europy w Łyżwiarstwie Figurowym 1997, jeżdżąc do muzyki z filmu „Rodzina Adamsów”.  Był to pierwszy medal dla Węgier w europejskich zawodach kobiecych od 1971 roku. Czakó osiągnęła także, najlepsze w karierze, 7 miejsce na mistrzostwach świata w 1997 roku.
Czakó była siedmiokrotną mistrzynią Węgier (w latach 1992–1998), reprezentowała kraj na sześciu mistrzostwach świata i sześciu mistrzostwach Europy, a także wielu innych zawodach.

### Igrzyska olimpijskie
Czakó była najmłodszym sportowcem, który startował w Zimowych Igrzyskach Olimpijskich 1992, mając wtedy 13 lat i 2 miesiące. Po raz drugi wystąpiła w Lillehammer w Norwegii w 1994 roku, kończąc zawody na 11 miejscu. Miała zamiar wziąć udział w jej trzecich igrzyskach w 1998 roku, ale musiała wycofać się z powodu kontuzji.

### Kariera zawodowa
Po odejściu ze sportu w 1999 ukończyła college, gdzie zdobyła wykształcenie, które pozwala jej pracować jako technolog komputerowy. Od 2004 roku jest mężatką.